# Orgilus taiwanensis
Orgilus taiwanensis är en stekelart som beskrevs av Chou 1995. Orgilus taiwanensis ingår i släktet Orgilus och familjen bracksteklar. Inga underarter finns listade i Catalogue of Life.